# Последний вздох корабля
Последний вздох корабля — памятник в центре города Палдиски, знаменитого скульптора Амандуса Адамсона (автор копии эстонский скульптор Рене Рейнумяэ).
В 2013 году был демонтирован из-за неудачного местоположения. Тем не менее, власти города пообещали установить памятник в другом месте.

## История
По опросу горожан был выбран для установки в Палдиски — месте рождения скульптора. Мысль об установке в Палдиски одной из скульптур скульптора Амандуса Адамсона появилась в 2006 году.
В 2013 году памятник был демонтирован. По официальным заявлениям сделано это было в связи с тем, что статуя была плохо закреплена и вообще располагалась в не совсем удачном месте: памятник подвергался разрушению из-за погодных условий и, кроме того, находился недалеко от детской площадки.

## Описание
Аллегорическое наиболее известное произведение скульптора Амандуса Адамсона «Последний вздох корабля» (вылеплен в 1899 г., авторское повторение в мраморе в 1926 г.). Представляет из себя прекрасный образ женщины — гимн природе, человеку, красоте, мечте, надежде. Но ведь не вечны и жизнь корабля, и человеческая жизнь: обвис парус, сломаны мачта и борт. Последней гибнет надежда, морская вода уже касается её тела. Единство человеческой судьбы и моря заставляет зрителя остановиться в глубоком и печальном раздумье.